# Pardosa parvula
Pardosa parvula este o specie de păianjeni din genul Pardosa, familia Lycosidae, descrisă de Banks, 1904. Conform Catalogue of Life specia Pardosa parvula nu are subspecii cunoscute.